# Hieracium guadarramense
Hieracium guadarramense es una especie de planta con flor del género Hieracium, de la familia Asteraceae, orden Asterales.

## Distribución
Hieracium guadarramense se distribuye por España, Europa.

## Taxonomía
Fue descrita científicamente por Arv.-Touv.
Tratamiento taxonómico
La especie aparece registrada y publicada en Bull. Herb. Boissier.